# سراي (هريس)
سراي هي قرية في مقاطعة هريس، إيران. عدد سكان هذه القرية هو 1,501 في سنة 2006.